# Hermann von Ramberg
Hermann svobodný pán von Ramberg (německy Hermann Friedrich Freiherr von Ramberg) (24. listopadu 1820 Vídeň – 26. prosince 1899 Štýrský Hradec) byl rakousko-uherský generál. Do c. k. armády vstoupil jako kadet v roce 1841, jako důstojník generálního štábu se vyznamenal v revolučních letech 1848–1849 v Itálii a Uhrách. Později byl účastníkem dalších válečných tažení, v hodnosti plukovníka bojoval v bitvě u Hradce Králové (1866). V roce 1881 dosáhl hodnosti generála jezdectva a v letech 1881–1889 byl zemským velitelem v Chorvatsku, respektive 13. armádního sboru v Záhřebu. V roce 1883 krátce zastával funkci chorvatského bána.

## Životopis
Pocházel z německé rodiny původem z Hannoverska s historií sahající až do 15. století. Narodil se jako druhorozený syn c. k. polního podmaršála Georga Heinricha Ramberga (1786–1855), velitele pevnosti Terezín. Externě studoval gymnázium ve Vídni, poté pokračoval ve studiích práv na Univerzitě Karlově v Praze. V roce 1841 vstoupil do armády jako kadet k 6. dragounskému pluku. V roce 1847 byl povýšen na rytmistra a během revolučních let 1848–1849 bojoval v Uhrách, kde byl mimo jiné pobočníkem ruského generála Fjodora Panjutina. Po porážce maďarské revoluce sloužil u 1. kyrysnického pluku, u kterého dosáhl hodnosti majora (1855). V roce 1857 se stal jako podplukovník zástupcem velitele 1. kyrysnického pluku. V roce 1864 byl povýšen na plukovníka a převzal velení 7. kyrysnického pluku, s nímž se zúčastnil prusko-rakouské války, bojoval v bitvách u České Skalice a Hradce Králové.
V roce 1868 byl povýšen do hodnosti generálmajora a stal se velitelem jezdecké brigády v Pécsi, souběžně se podílel na reformách u kavalerie, které inicioval generální inspektor jezdectva Leopold von Edelsheim-Gyulai. Od roku 1874 byl velitelem 14. pěchotní divize v Prešpurku a v roce 1874 dosáhl hodnosti polního podmaršála. V roce 1878 byl pověřen velením 5. armádního sboru určeného pro okupaci Bosny a Hercegoviny. Poté se jako velící generál vrátil do Prešpurku (1878–1881) a nakonec byl od roku 1881 velícím generálem v Záhřebu, k datu 1. listopadu 1881 obdržel hodnost generála jezdectva. Po reorganizaci rakousko-uherské armády se v roce 1883 stal velitelem 13. armádního sboru, respektive zemským velitelem pro Chorvatsko-Slavonské království s čerstvě připojenou oblastí tzv. Vojenské hranice se sídlem v Záhřebu.

### Chorvatský bán
Od září do prosince 1883 zastával krátce funkci chorvatského bána, respektive vojenského královského komisaře pro Chorvatsko. Jeho dočasnému působení v čele státní správy Chorvatska předcházely nepokoje, které vypukly poté, co uherský ministr Gyula Szapáry nechal na základě chorvatsko-uherského vyrovnání na všechny veřejné budovy umístit společné státní znaky Chorvatska a Uherska s dvojjazyčnými nápisy. V Záhřebu a dalších městech došlo k protestům proti maďarským nápisům a dosavadní chorvatský bán hrabě Ladislaus Pejačević po marných pokusech o zklidnění situace koncem srpna ze své funkce odstoupil. Na návrh uherského premiéra Tiszy jmenoval císař František Josef I. generála Ramberga královským vojenským komisařem s pravomocemi bána. Ramberg proti nepokojům zasáhl vojenskou silou a i po odstranění maďarských nápisů nechal strážit veřejné budovy vojenskými hlídkami. Po urovnání poměrů z funkce vojenského komisaře odstoupil na začátku prosince a následně byl jmenován oficiálně nový chorvatský bán hrabě Károly Khuen-Héderváry. Ramberg nadále zůstal velitelem 13. armádního sboru v Záhřebu, k datu 1. listopadu 1889 byl penzionován.

## Tituly a ocenění
Od roku 1849 byl uživatelem šlechtického titulu svobodného pána, který získal jeho otec. Jako zemský velitel v Chorvatsku obdržel v roce 1881 titul c. k. tajného rady na oslovení Excelence. Od roku 1882 byl čestným majitelem pěšího pluku č. 96 dislokovaného v Karlovaci. Za vojenské zásluhy získal řadu vyznamenání v Rakousku-Uhersku i od zahraničních panovníků.

### Rakousko-Uhersko
- Vojenský záslužný kříž (1850)[21]
- rytířský kříž Leopoldova řádu (1878)
- Řád železné koruny I. třídy (1883)
- velkokříž Leopoldova řádu (1889)

### Zahraničí
- Řád bílého orla (Rusko)
- Řád sv. Stanislava (Rusko)
- rytířský kříž Řádu svatého Alexandra Něvského (Rusko)
- velkokříž Řádu svaté Anny (Rusko)
- velkokříž Řádu Albrechtova (Sasko)
- komandér Řádu sv. Michaela (Bavorsko)
- velkokříž Řádu Spasitele (Řecko)
- velkokříž Řádu Takova (Srbsko)
- rytíř Řádu Jindřicha Lva (Brunšvicko)
- rytíř Řádu Adolfa Nasavského (Nasavsko)

Jeho jméno nese vojenský pochod Ramberg-Marsch zkomponovaný Franzem Sommerem pro záhřebský armádní sbor.

## Rodina
V roce 1866 se oženil s Marií Leontinou von Breda, rozenou hraběnkou Bredovou (1846–1921). Z manželství se narodily tři děti, z nichž dcera Elsa (1867–1948) zůstala svobodná. Syn Egon Viktor (1869–1938) působil v diplomacii a před první světovou válkou byl konzulem v Johannesburgu a Kapském Městě. Mladší syn Arthur (1875–1970) vystudoval práva a působil jako státní úředník, byl vládním radou u štýrského místodržitelství.
Jeho starší bratr Arthur (1819–1875) se proslavil jako malíř, další bratr Viktor (1828–1906) byl generálem rakousko-uherské armády. Sestra Selma (1822–1910) byla manželkou c. k. plukovníka hraběte Gottharda Pachty z Rájova.